# Glycaspis struicis
Glycaspis struicis är en insektsart som beskrevs av Moore 1961. Glycaspis struicis ingår i släktet Glycaspis och familjen rundbladloppor. Inga underarter finns listade i Catalogue of Life.